# Vad (Suécia)
Vad é uma área urbana situada no município de Smedjebacken, localizado no condado de Dalarna, na Suécia. Faz parte da província histórica de Dalarna e é conhecida por sua tranquilidade e paisagens típicas da região central sueca.
A localidade conta com uma área total de 1,01 km² e tinha uma população de 302 habitantes, conforme dados do ano de 2005. A estação ferroviária de Vad, registrada em fotografias históricas por volta de 1907, é um dos marcos locais e evidencia a importância do transporte ferroviário para o desenvolvimento da vila na época.
Apesar de seu pequeno porte, Vad representa bem o estilo de vida em áreas menos urbanizadas da Suécia, onde a natureza, a calma e as tradições locais estão fortemente presentes no cotidiano dos moradores.